# Premi L'H Confidencial
El Premi Internacional L'H Confidencial, atorgat anualment des del 2007, reconeix la millor novel·la negra inèdita en català o castellà. Els escriptors de qualsevol nacionalitat poden presentar obres originals no premiades abans. Organitzat per l'Ajuntament de l'Hospitalet de Llobregat i una editorial i promogut per la Biblioteca La Bòbila, el premi ha estat gestionat per Roca Editorial fins al 2022 i després per l’Editorial Clandestina. El guanyador o guanyadora rep 12.000 €, com avançament de drets d'autoria, i la publicació de la seva obra.
El jurat del premi està constituït pel regidor de cultura, el director de la Biblioteca La Bòbila, dos lectors del club de lectura de la biblioteca, un representant de l'editorial i tres experts en novel·la negra.

## Autors i obres guanyadores
Els anys 2018, 2021 i 2023 el premi es va declarar desert.
- 2007 : Joaquín Guerrero Casasola. Ley Garrote.[8]
- 2008 : Raúl Argemí. Retrato de familia con muerta.[9]
- 2009 : Julián Ibáñez. El baile ha terminado.[10]
- 2010 : Erlantz Gamboa. Caminos cruzados.[11]
- 2011 : Cristina Fallarás. Las niñas perdidas.[12]
- 2012 : Rafael Alcalde. La llamada de un extraño.[13]
- 2013 : Mariano Sánchez Soler. El asesinato de los marqueses de Urbina.[14]
- 2014 : Nacho Cabana. La chica que llevaba una pistola en el tanga.[15]
- 2015 : Daniel Santiño. Los crímenes del opio.[16]
- 2016 : Vladimir Hernández. Indómito.[17]
- 2017 : Gonzalo Lema. Que te vaya como mereces.[18]
- 2019 : David Monthiel, Nuestra señora de la Esperanza.[19]
- 2020 : Alberto Gil. Las jaurias.[20]
- 2022 : Alberto Valle. Todos habían dejado de bailar.[21]
- 2024 : Lluís Llort Carceller. Demolició.[22]